# Chelsea Hobday
Chelsea Hobday (18 de abril de 2000) es una deportista australiana que compite en taekwondo. Ganó dos medallas en el Campeonato de Oceanía de Taekwondo en los años 2018 y 2019.

## Palmarés internacional
| Campeonato de Oceanía | Campeonato de Oceanía | Campeonato de Oceanía | Campeonato de Oceanía |
| Año                   | Lugar                 | Medalla               | Categoría             |
| --------------------- | --------------------- | --------------------- | --------------------- |
| 2018                  | Mahina (Francia)      | Medalla de bronce     | +67 kg                |
| 2019                  | Apia (Samoa)          | Medalla de oro        | –73 kg                |